# Josef Janota
Josef Janota (24 febbraio 2000) è un giocatore di football americano ceco, che gioca come wide receiver per i Prague Lions.
Dopo aver giocato nella giovanile dei Prague Mustangs si trasferisce nel 2019 ai Prague Lions (prima in giovanile, dal 2021 in prima squadra).

## Palmarès
- 1 Czech Bowl (Prague Lions: 2022)